# Agnès Maupré
Agnès Maupré, née le 19 février 1983 à Marseille, est une dessinatrice et scénariste de bandes dessinées française.

## Biographie
Elle entame un cursus en architecture à Marseille, puis s'inscrit à l'école d'art d'Angoulême. Impressionnée par les œuvres de Joann Sfar (qui, avec celles de Daniel Clowes et d'Alberto Breccia l'ont ouverte à une vision adulte de la bande dessinée), elle contacte ce dernier et lui présente ses dessins. L'auteur du Petit Monde du Golem lui suggère de s'inscrire aux Beaux-Arts de Paris pour y suivre les cours de morphologie de son ancien professeur, Jean-François Debord, ce qu'elle fait. Elle tire de cette expérience un album, le Petit traité de morphologie. En postface à ce livre, on trouve un échange épistolaire entre Joann Sfar et Jean-François Debord.
En 2007, elle adapte Les Contes du chat perché, d'après Marcel Aymé, dans la collection Fétiche, de Gallimard. Entre 2010 et 2011, elle travaille à la série Milady de Winter, qui met en exergue le personnage éponyme imaginé par Alexandre Dumas, dont elle ne change pas la biographie telle qu'imaginée par Dumas, mais qui gagne une épaisseur singulière en devenant le personnage principal du récit : « elle a été pendue et laissée pour morte par son premier mari, cela vient vraiment de Dumas. Et c’est vrai qu’une femme qui a vécu cela ne peut pas être qu’une méchante absolue. De toute façon, c’est quelqu’un de fracassé, même si c’est quelqu’un de mauvais, c’est quelqu’un de fracassé ». Présentée pour elle-même, avec les mousquetaires ou Richelieu en arrière-plan, la vie de Milady de Winter est celle d'une femme impitoyablement ballottée par une société d'hommes qui l'utilisent, la jugent et la condamnent. Agnès Maupré peine à intéresser les éditeurs avec ce projet très personnel et se tourne, un peu par hasard, vers Ankama, important studio de dessin animé qui venait de se lancer dans la bande dessinée.
L'autrice a produit deux autres récits qui se penchent sur les questions d'identité et de statuts respectifs des femmes et des hommes, l'un consacré à l'espion travesti Charles d'Éon de Beaumont (Le Chevalier d'Éon, 2014), l'autre au médecin britannique Margaret Ann Bulkley, qui a pu exercer une brillante carrière sous un nom et avec des vêtements d'homme (La Vie Mystérieuse, Insolente et Héroïque du Dr James Barry, scénarisé par Isabelle Bauthian, 2020).
Outre ses albums, elle a participé au feuilleton en ligne Les Autres Gens, scénarisé par Thomas Cadène, collaboré à la production du dessin animé Le chat du rabbin et fourni des illustrations ou des planches de bandes dessinées pour le journal Astrapi.
Elle est par ailleurs chanteuse et parolière du groupe électro-pop Esprit chien, composé aussi de Philippe d’Albret et de Jean-Philippe Le Saint, souvent renforcés par le dessinateur Singeon pour des concerts dessinés. Esprit Chien a sorti son premier album, Les bâtards de Zeus le 11 avril 2021.
En juin 2024, elle publie Batârdes de Zeus, chez Dupuis, qui explore et dénonce avec humour la masculinité toxique de Zeus dans la mythologie grecque.

## Publications

### Scénariste et illustratrice
- Petit traité de morphologie. D'après les cours donnés par J-F Debord, coécrit d'après les cours de Jean-François Debord, éd. Futuropolis, 2008  (ISBN 978-2754801829)
- Milady de Winter éd. Ankama

1. tome 1, 2010  (ISBN 978-2359101102)
2. tome 2, 2012  (ISBN 978-2359102727)Intégrale, 2015  (ISBN 978-2-359-10889-7)

- Le Chevalier d'Éon, éd. Ankama

1. tome 1 : Lia, 2014  (ISBN 978-2-35910-428-8)
2. tome 2 : Charles, 2015  (ISBN 978-2-359-10535-3)

- Agnès Maupré (scénario et dessin) et Émile Zola (d'après) (postface Manuel Charpy), Au bonheur des dames, Casterman, 3 juin 2020 (ISBN 978-2203170155)
- Agnès Maupré (scénario et dessin), Bâtardes de Zeus, Dupuis, 2024 (ISBN 979-10-347-6302-3)

### Illustratrice
Bandes dessinées
- Les contes du chat perché, d'après Marcel Aymé, éd. Gallimard, collection « Fétiche »

1. tome 1, 2007  (ISBN 978-2070576418)
2. tome 2, 2008  (ISBN 978-2070621934)

- Le Journal d'Aurore, coscénariste avec Marie Desplechin, d'après la série jeunesse éponyme de Marie Desplechin, éd. Rue de Sèvres

1. Jamais contente, toujours fâchée !, 2016  (ISBN 978-2369812272)
2. Rien ne va plus !, 2017  (ISBN 9782369813590)

- Histoire de la prostitution, scénario de Laurent de Sutter, éd. Lombard, coll. « Petite Bédéthèque des savoirs », tome 10, 2016
- La vie mystérieuse, insolente et héroïque du Dr James Barry, avec Isabelle Bauthian, éd. Steinkis 2020  (ISBN 978-2368462492).

Autre
- Moi, je reste, texte de Françoise Grard, éd. Actes Sud Junior 2009  (ISBN 978-2742782451)
- Des poules et des gâteaux, de Carine Tardieu, éd. Actes Sud Junior 2010  (ISBN 978-2742787128)
- Le cahier du bout du monde, de Françoise Grard, éd. Actes Sud Junior 2011  (ISBN 978-2330000431)
- Princesse Mélodie, de Véronique Petit, Rageot, 2011
- Délices d'Afrique (livre de cuisine), en collaboration avec Marguerite Abouet, éd. Alternatives 2012  (ISBN 978-2862277424)
- La véritable histoire de Sandro, apprenti de Léonard de Vinci, Sophie Crépon, Bayard poche, 2014

### Scénariste

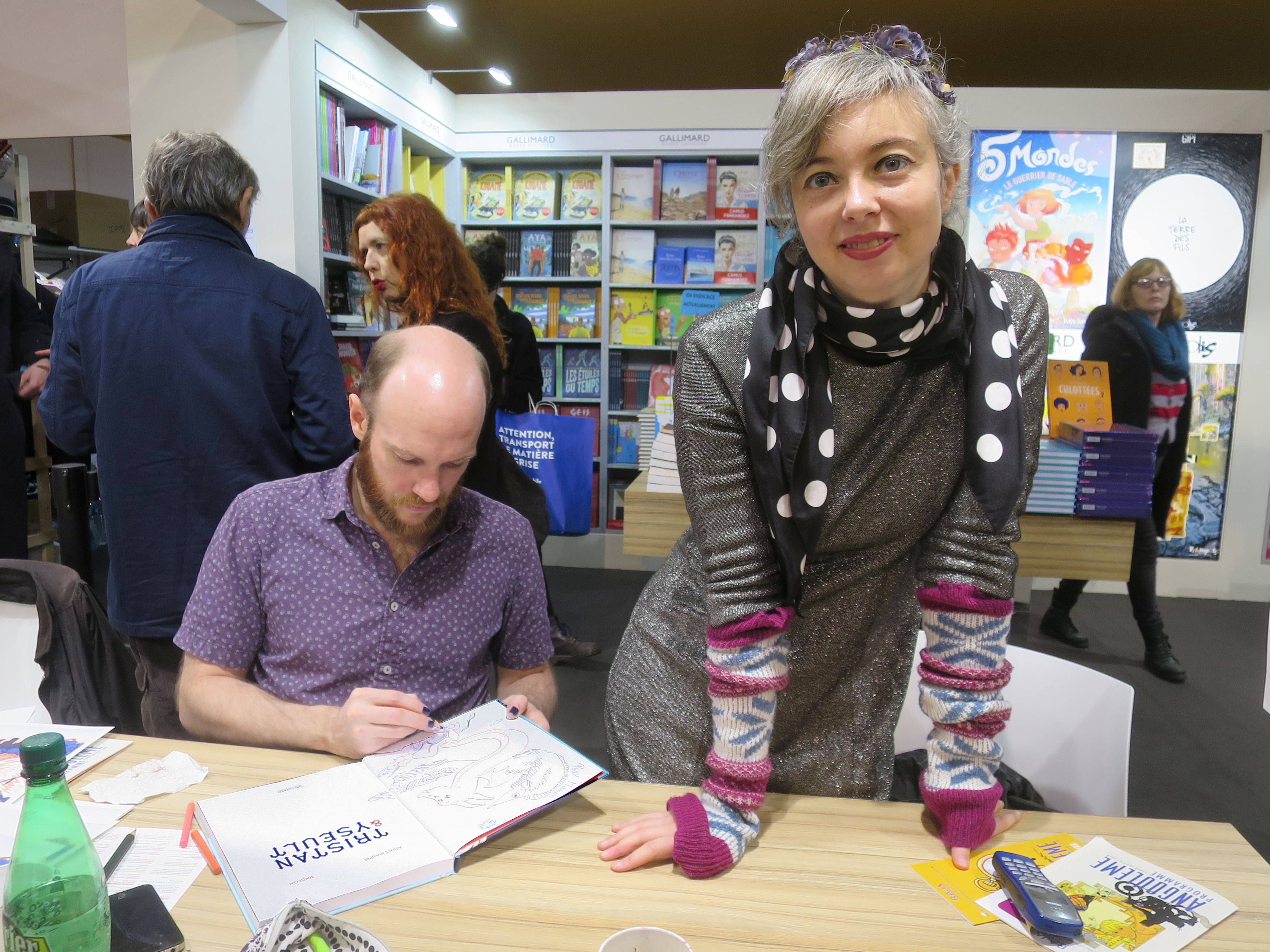
Agnès Maupré et son co-auteur Singeon en dedicace lors du festival d'Angoulême 2018

Bande dessinée
- Agnès Maupré (scénario) et Singeon (dessin) (postface Laurence Mathey-Maille), Tristan et Yseult, Gallimard-BD, coll. « Fétiche », 2017 (ISBN 9782070666041)

### Ouvrages collectifs
- Les Autres gens, éd. Dupuis
#08/#09 - novembre 2012  (ISBN 978-2-8001-5535-7)
#12/#13 - août 2013  (ISBN 978-2-8001-5689-7)